# Newtown (Ohio)
Pour les articles homonymes, voir Newtown.
Newtown est un village américain situé dans le comté de Hamilton, dans l'Ohio. Selon le recensement de 2010, sa population est de 2 672 habitants.